# (4006) Sandler
(4006) Sandler (1972 YR) – planetoida z pasa głównego asteroid okrążająca Słońce w ciągu 4 lat w średniej odległości 2,52 j.a. Odkryta 29 grudnia 1972 roku.